# Chemical Society
La Chemical Society es una antigua sociedad científica del Reino Unido, fundada en 1841 (entonces llamada Chemical Society of London) como consecuencia del creciente interés en asuntos  científicos a mediados del siglo XIX. En 1980, se fusionó con el Royal Institute of Chemistry, la Faraday Society y la Society for Analytical Chemistry para convertirse en la Royal Society of Chemistry.

## Primeros años
Uno de sus objetivos fue la organización de reuniones científicas  para "la comunicación y discusión de descubrimientos y observaciones, los informes de las cuales serían publicados por la Sociedad". En 1847, su importancia fue reconocida por un Decreto Real, que se sumó a su papel en el avance de la ciencia y el desarrollo de aplicaciones en la industria química. Entre sus miembros figuraban químicos eminentes de países extranjeros, como August Wilhelm von Hofmann, quien se convirtió en su presidente en 1861. La pertenencia a la sociedad estaba abierta a todos los interesados en la química.

## Evolución
Sus actividades se ampliaron con el paso de los años, y con el tiempo se convirtió en una editorial importante en el campo de la química. 

## Presidentes
- Thomas Graham: 1841–1843
- Arthur Aikin: 1843–1845
- Thomas Graham: 1845–1847
- William Thomas Brande: 1847–1849
- Richard Phillips: 1849–1851
- Professor Charles Daubeny: 1851–1853
- Colonel Philip Yorke: 1853–1855
- William Allen Miller: 1855–1857
- Sir Lyon Playfair: 1857–1859
- Sir Benjamin Brodie: 1859–1861
- August Wilhelm von Hofmann: 1861–1863
- Alexander William Williamson: 1863–1865
- William Allen Miller: 1865–1867
- Warren de la Rue: 1867–1869
- Alexander William Williamson: 1869–1871
- Sir Edward Frankland: 1871–1873
- William Odling: 1873–1875
- Sir Frederick Augustus Abel: 1875–1877
- John Hall Gladstone: 1877–1878
- Warren de la Rue: 1879–1880
- Sir Henry Enfield Roscoe: 1880–1882
- Sir Joseph Henry Gilbert: 1882–1883
- William Henry Perkin: 1883–1885
- Hugo Muller: 1885–1887
- Sir William Crookes: 1887–1889
- William James Russell: 1889–1891
- Alexander Crum Brown: 1891–1893
- Henry Edward Armstrong: 1893–1895
- Augustus George Vernon Harcourt: 1895–1897
- Sir James Dewar: 1897–1899
- Sir Thomas Edward Thorpe: 1899–1901
- James Emerson Reynolds: 1901–1903
- William Augustus Tilden: 1903–1905
- Raphael Meldola: 1905–1907
- Sir William Ramsay: 1907–1909
- Harold Baily Dixon: 1909–1911
- Percy Faraday Frankland: 1911–1913
- Sir William Henry Perkin Jnr: 1913–1915
- Alexander Scott: 1915–1917
- Sir William Jackson Pope: 1917–1919
- James Johnston Dobbie: 1919–1921
- Sir James Walker: 1921–1923
- William Palmer Wynne: 1923–1925
- Arthur William Crossley: 1925–1926
- Herbert Brereton Baker: 1926–1928
- Sir Jocelyn Field Thorpe: 1928–1931
- Professor George Gerald Henderson: 1931–1933
- Sir Gilbert Thomas Morgan: 1933–1935
- Professor Nevil Vincent Sidgwick: 1935–1937
- Sir Frederick George Donnan: 1937–1939
- Sir Robert Robinson: 1939–1941
- James Charles Philip: 1941 to August 1941
- William Hobson Mills: 1941–1944
- Walter Norman Haworth: 1944–1946
- Sir Cyril Norman Hinshelwood: 1946–1948
- Sir Ian Morris Heilbron: 1948–1950
- Sir Eric Keightley Rideal: 1950–1952
- Sir Christopher Kelk Ingold: 1952–1954
- William Wardlaw: 1954–1956
- Sir Edmund Langley Hirst: 1956–1958
- Harry Julius Emeleus: 1958–1960
- Lord Alexander Robertus Todd: 1960–1962
- John Monteath Robertson: 1962–1964
- Sir Ewart Ray Herbert Jones: 1964–1966
- Sir Harry Work Melville: 1966–1968
- Sir Ronald Sydney Nyholm: 1968–1970
- Lord George Porter: 1970–1972
- Sir Frederick Sydney Dainton: 1972–1973
- Sir Derek Harold Richard Barton: 1973–1974
- Jack Wheeler Barrett: 1974–1975
- Frank Arnold Robinson: 1975–1976
- Cyril Clifford Addison: 1976–1977
- Alan Woodworth Johnson: 1977–1978
- Theodore Morris Sugden: 1978–1979
- Alfred Spinks: 1979–1980

## Miembros originales
El 23 de febrero de 1841 se convocó una reunión para tomar en consideración la formación de una Sociedad Química. El Comité Provisional nombrado para llevar a cabo este fin invitó a un número de caballeros dedicados a la práctica y la investigación de la química para convertirse en miembros originales. Los siguientes 77 comunicaron su consentimiento por escrito:
- Arthur Aikin
- Thomas Andrews
- J A Barron
- James Blake
- William Blythe
- William Thomas Brande
- E W Brayley
- Henry James Brooke
- Charles Button
- Thomas Clark
- William John Cock[4]
- John Thomas Cooper
- John Thomas Cooper Jnr.
- Andrew Crosse
- Walter Crum
- James Cumming
- John Frederic Daniell
- Charles Daubeny
- Edmund Davy
- Warren De la Rue
- Thomas Everitt
- William Ferguson
- George Fownes
- A Frampton
- J P Gassiot
- Thomas Gill
- Thomas Graham
- John Graham
- John Joseph Griffin
- Thomas Griffiths
- William Robert Grove
- Charles Heisch
- H Hennell
- Thomas Hetherington Henry
- William Herapath
- Thomas Charles Hope
- F R Hughes
- Percival Johnson
- James Johnston
- W B Leeson
- George Dixon Longstaff
- George Lowe
- Robert Macgregor
- Charles Macintosh
- John Mercer
- William Hallowes Miller
- Thomas Moody
- David Mushet
- J A Paris
- H L Pattinson
- Thomas Pearsall
- Frederic Penny
- William Haseldine Pepys
- Richard Phillips
- Lyon Playfair
- Robert Porrett
- L H Potts
- G Owen Rees
- David Boswell Reid
- Thomas Richardson
- Maurice Scanlan
- Ollive Sims
- Denham Smith
- Edward Solly Jnr
- John Stenhouse
- Richard Taylor
- John Tennant
- E F Teschemacher
- Thomas Thomson
- Robert Dundas Thomson
- Wilton George Turner
- Robert Warington
- William West
- James Low Wheeler
- George Wilson
- John Wilson
- Philip Yorke